# Campanya del Dodecanès
La campanya del Dodecanès de la Segona Guerra Mundial fou un intent dels aliats d'apoderar-se d'un grup d'illes de la mar Egea aleshores sota sobirania italiana que hom anomena el Dodecanès. L'operació es desencadenà a continuació de la rendició d'Itàlia el 8 de setembre del 1943, i el que es pretenia era poder servir-se d'aquestes illes com a base aèria contra els Balcans, territori ocupat per les forces alemanyes.
Pel fet que no van comptar amb una cobertura aèria suficient, els esforços aliats van resultar inútils, i la totalitat del Dodecanès caigué en les mans dels alemanys al cap de dos mesos i mig de l'inici de la campanya, el 22 de novembre. Els aliats van patir moltes pèrdues en vides i en vaixells, concretament 4.800 britànics i 5.350 italians, a més de 44.391 italians fets presoners, en front de només 1.184 baixes alemanyes. En definitiva, la campanya del Dodecanès fou una de les últimes grans victòries alemanyes de la guerra.